# Либенко, Николай Назарович
Никола́й Наза́рович Либе́нко (род. 27 сентября 1938, г. Пятихатки, Днепропетровская обл., УССР, СССР) — российский религиозный и общественный деятель, адвентистский пастор и миссионер, политзаключённый, церковный администратор и преподаватель, издатель и редактор, духовный писатель, инженер-архитектор. Создатель и первый председатель Христианской ассоциации служения осуждённым.

## Биография

### Ранние годы. Начало церковной деятельности
Николай Назарович Либенко родился в 1938 году в г. Пятихатки Днепропетровской области в верующей семье. В 1955 году окончил среднюю школу им. Кирова в родном городе, в 1960 — Днепропетровский инженерно-строительный институт. По окончании института был распределён на строительство Казахстанской Магнитки (г. Темиртау) в должности мастера.
В Темиртау Либенко сблизился с Ростиславом Волкославским — сыном православного священника и выпусником того же института, который окончил Николай. Решив посвятить свою жизнь служению Богу, они уволились с официальной работы и переселились в Караганду, где вошли в круг местных адвентистов. В 1963 году они Либенко и Волкославский приняли крещение на реке Нуре.
В 1964 Николай Либенко стал адвентистским миссионером и решением Северо-Казахстанской конференции, которую возглавлял В. В. Нымик, был направлен в Целиноград. Через некоторое время Николай Либенко был посвящён в духовный сан и начал пасторское служение.

### Преследование и заключение
Осуществляя свою миссионерскую и пасторскую деятельность, Либенко был весьма активен: он проводил библейские занятия, распространял религиозную литературу и организовывал общину верующих. Это привлекло внимание органов госбезопасности. В 1972 году он был арестован по обвинению в «антисоветской агитации» за проведение подпольной миссионерской работы и распространение христианской литературы — самиздатовского журнала «Стремление» (вышло 8 выпусков тиражом в 20 экземпляров). После следствия, длившегося семь месяцев, советский суд приговорил его к двум годам лишения свободы, которые он отбывал в исправительно-трудовом лагере. Формально дело было заведено по политическим мотивам, однако фактически причиной преследования стала его религиозная проповедь, не санкционированная властями. Подобные репрессии в тот период затронули многих верующих: например, в те же годы другие адвентисты (П. Т. Реус и др.) получали сроки заключения за подпольное изготовление и распространение духовной литературы.
Период заключения стал серьёзным испытанием для Либенко, но и важным жизненным этапом. По его воспоминаниям, из примерно 170 осуждённых в его отряде около 140 составляли молодые люди 17—28 лет. Это наблюдение привело его к убеждению в необходимости помогать как заключённым, так и тем, кто недавно освободился.
Выйдя на свободу в 1974 году, Николай Либенко поселился в Туле, где к тому времени уже жил его друг Ростислав Волкославский со своей семьёй и куда вскоре переехал также М. П. Кулаков.

### Издательская деятельность
Деятельность Либенко как издателя началась с самиздатовского журнала «Стремление», что стало одной из причин его ареста в 1972 году и тюремного заключения. Однако ещё в 1971 году адвенисты получили разрешение от Совета по делам религий издать карманный календарь с цитатами из Библии. А несколько лет спустя, в 1979 году, при официально зарегистрированной церковной организации адвентистов Седьмого дня был создан литературно-издательский комитет — редакционная коллегия для выпуска допущенных властями материалов. Николай Либенко, наряду с М. П. Кулаковым, Д. О. Юнаком и др., вошёл в состав этого комитета. В конце 1970-х — 1980-х гг. были изданы первые легальные адвентистские журналы и пособия: «Утренний Страж» (ежедневные чтения), уроки субботней школы, брошюры Е. Г. Уайт и др.. В декабре 1983 года Либенко был избран на должность главного редактора адвенистских изданий.
Позже Либенко издавал газету «Весть надежды», для которой нередко сам писал тексты, а также религиозную литературу, предназначенную как для заключённых, так и для тех, кто уже вышел из мест лишения свободы. Помимо этого Николай Назарович выступил в роли автора собственных книг духовного содержания.

### Церковно-административная и преподавательская деятельность
Н. Н. Либенко занимал ряд ответственных должностей в Церкви адвентистов седьмого дня. В частности, в конце 1970-х — 1980-х годах он входил в руководство общесоюзной церкви, будучи секретарём Совета Российского униона (объединения) АСД, и одновременно возглавлял Центральную конференцию — территориальное объединение общин в центральной части РСФСР. На этих административных постах он занимался координацией церковной деятельности, пасторским наставничеством и восстановлением церковных структур, утраченных в годы гонений.
В 1977—1983 гг. Либенко был организатором и ректором полуподольной духовной семинарии (двухгодичных курсов) в Туле, где также преподавали М. П. Кулаков, Ф. Ф. Буш, О. М. Сенин, Р. Н. Волкославский, Э. А. Соколовская, Д. О. Юнак и др.; среди студентов — В. С. Ляху, В. Д. Юнак, Д. Я. Соколовский, С. Кременецкий, М. Морару, А. Панченко, А. Боков, А. Гапуров, А. Видергольд, А. Вистратенко, А. Шнайдер, Д. Шнайдер и др.
Кроме того, как уже указывалось выше, в 1983 году Либенко стал главным редактором адвентистских изданий.

### Социальная реабилитация заключённых
С 1985 года, спустя 11 лет после освобождения из заключения, Либенко начал деятельность по социальной реабилитации людей, отбывших уголовное наказание. Поначалу эта деятельность встречала сопротивление со стороны государства, Либенко не раз штрафовали. Однако 1990 году в Тульской области была официально зарегистрирована Христианская ассоциация служения осуждённым (ХАСО), председателем которой стал Либенко. В 1997 ХАСО получила в аренду разрушенный военный городок недалеко от села Зайцево и посёлка Иншинский под Тулой. Там, вдали от соблазнов прежней среды, был создан реабилитационный центр (коммуна) для бывших осуждённых, где им предоставляют жильё и питание. Подопечные Либенко занимаются сельским хозяйством и подсобным трудом, что помогает им приобрести навыки работы и самостоятельности.
Пребывание в общине добровольное: требованием для приёма является искреннее желание человека исправиться и начать новую жизнь. Упор делается не на материальную поддержку, а на духовное наставничество: реабилитанты изучают Библию, участвуют в молитвах, приобщаются к трезвой христианской жизни. По словам Либенко, многие бывшие заключенные именно здесь обрели веру и сумели встать на ноги, а помощь им заключалась в предоставлении смысла жизни, а не денег. К 2015 году более 300 бывших осуждённых воспользовались помощью в тульском центре Либенко, и многие из них сумели вернуться к нормальной жизни в обществе. Деятельность ХАСО получила признание как один из первых в России успешных примеров христианской реабилитации лиц, вышедших из мест лишения свободы.
Помимо работы непосредственно с бывшими заключёнными, Либенко в рамках деятельности ХАСО издавал христианские газеты и брошюры для заключённых — в частности, газету «Весть надежды», которая распространялась в местах лишения свободы. При поддержке ХАСО массовыми тиражами печатались книги духовного содержания, адресованные людям с криминальным прошлым и распространявшиеся по тюрьмам и колониям многих регионов, способствуя нравственному пробуждению заключённых. Очеркам из жизни заключённых и бездомных посвящён раздел в собственной книге Либенко «Отражение вечного».

### Литературные труды
Либенко проявил себя и как литератор, публицист. Он является автором целого ряда книг духовно-просветительского характера. Его перу, в частности, принадлежат воспоминания «Отражение вечного» (2012), книга «Ты возжигаешь светильник мой, Господи» (2020), сборник размышлений «Во свете Твоём» (2017), а также трилогия проповедей «Господь — свет мой» (2013—2015). В этих трудах Либенко рассматривает острые морально-этические проблемы современного общества с христианской точки зрения и делится личным опытом веры. По оценке коллег, во всех своих книгах он стремится показать, что жизнь человека обретает подлинный смысл лишь в Боге и что даже оступившийся человек может найти надежду, если обратится к Господу.

### Архитектурная деятельность
Помимо религиозно-социального служения, Николай Либенко известен своей работой в области архитектуры. Имея профессиональный диплом инженера-архитектора, он внёс существенный вклад в проектирование культовых и учебных зданий Церкви адвентистов. В конце 1980-х — 1990-х годах Либенко выступил главным архитектором проекта строительства Заокской духовной академии — первого крупного протестантского учебного центра в СССР. Под его руководством была спроектирована территория кампуса и учебные корпуса в посёлке Заокский (Тульская область). Либенко также возглавлял группу проектировщиков, разработавших комплекс зданий Украинского униона Церкви АСД в Киеве (административный центр адвентистов Украины). По его чертежам и при консультациях были возведены молитвенные дома (церковные здания) в ряде городов, включая Тулу, Нижний Новгород и Душанбе. Эти проекты сочетали функциональность со скромной эстетикой, отвечая нуждам быстро растущих общин в постсоветский период.

### Книги
- Отражение вечного. — Тула: Христианская ассоциация служения осуждённым, 2012. — 768 с. — ISBN 978-5-86320-014-9
- Господь — свет мой. — Т. 1: К кому нам идти? — Заокский: Источник жизни, 2015. — 416 с. — ISBN 978-5-86847-835-2
- Господь — свет мой. — Т. 2: Есть ли Богу дело до нас? — Заокский: Источник жизни, 2013. — 384 с. — ISBN 978-5-86847-835-2
- Господь — свет мой. — Т. 3: Кого из двух… — Заокский: Источник жизни, 2014. — 352 с. — ISBN 978-5-86847-837-6
- Во свете Твоем. — Заокский: Источник жизни, 2017. — 576 с. — ISBN 978-5-86847-984-7
- Ты возжигаешь светильник мой, Господи. — Заокский: Источник жизни, 2020. — 384 с. — ISBN 978-5-00-126110-0

### Статьи
- Служить осуждённым // Тульский торговый дом. № 22. Декабрь 1993.
- Любовь да будет непритворна // Весть надежды. Издание христианской ассоциации служения осуждённым. № 8 (19). 1994. — С. 3.